# Abbaye d'Allendorf
Pour les articles homonymes, voir Allendorf.
L’abbaye d'Allendorf est une ancienne abbaye cistercienne à Bad Salzungen, dans le Land de Thuringe.

## Géographie
Le complexe d'origine se situait à environ 300 m de la rive droite de la Werra, sur le versant ouest du Frankenstein (de), couronné par le château de Frankenstein (de), le château ancestral de la famille fondatrice. Il doit son nom au village d'Allendorf, située sur la rive gauche de la Werra en face du couvent, qui est aujourd'hui un quartier de Bad Salzungen.

## Histoire
En 1508, le prévôt Johann Löher, mandaté par l'abbé de Fulda Johann, réforme l'abbaye et le remplit de religieuses (bourgeoises) bénédictines de Wurtzbourg, faisant changer l'appartenance religieuse. 